# Častolovice
Častolovice (německy Tschastolowitz) jsou městys v okrese Rychnov nad Kněžnou v Královéhradeckém kraji. Leží v Orlické tabuli, na pravém břehu řeky Bělé, zhruba 2,5 km od Kostelce nad Orlicí. Žije zde přibližně 1 700 obyvatel.

## Poloha
Častolovice leží v Královéhradeckém kraji, asi 30 km jihovýchodně od krajského města Hradce Králové, 10 km jihozápadně od okresního města Rychnova nad Kněžnou a 10 km východně od Týniště nad Orlicí na silnici I/11, která tvoří páteřní komunikaci městyse. Díky této poloze se staly železničním uzlem: z trati Týniště nad Orlicí – Letohrad zde odbočuje regionální trať do Solnice, která napojuje na železnici okres Rychnov nad Kněžnou. Na území městyse se nachází nádraží Častolovice a Častolovice zastávka. Kolem Častolovic jsou rozsáhlé lesy, luka i obdělávaná pole, protéká zde říčka Bělá, která se nedaleko městysu vlévá do Divoké Orlice. Městys sousedí na západě s obcí Čestice, na severozápadě Olešnice, na severu Hřibiny-Ledská, na severovýchodě s obcemi Libel a Synkov-Slemeno a na východě, jihovýchodě, jihu a jihozápadě s městem Kostelec nad Orlicí.

## Historie

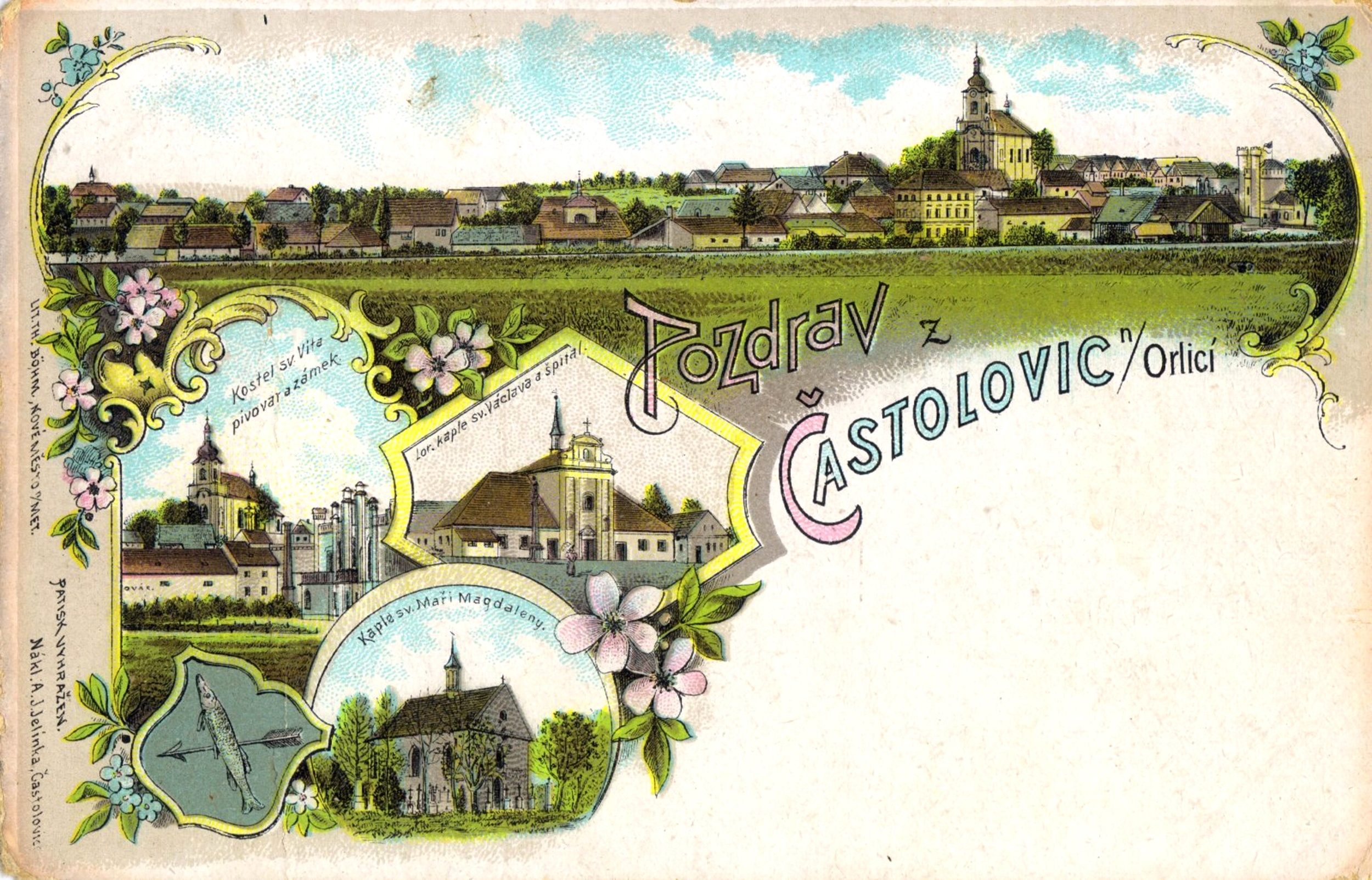
Častolovice na přelomu 19. a 20. století

Častolovice byly vysazeny jako ves pravděpodobně při kolonizaci ve 13. století příslušníkem rodu Ronovců jménem Častolov. Křestní jméno Časta/Česta se vyskytuje již roku 1168 nebo 1203 jako Chasta,ale první písemný údaj pochází až z poloviny 14. století. 

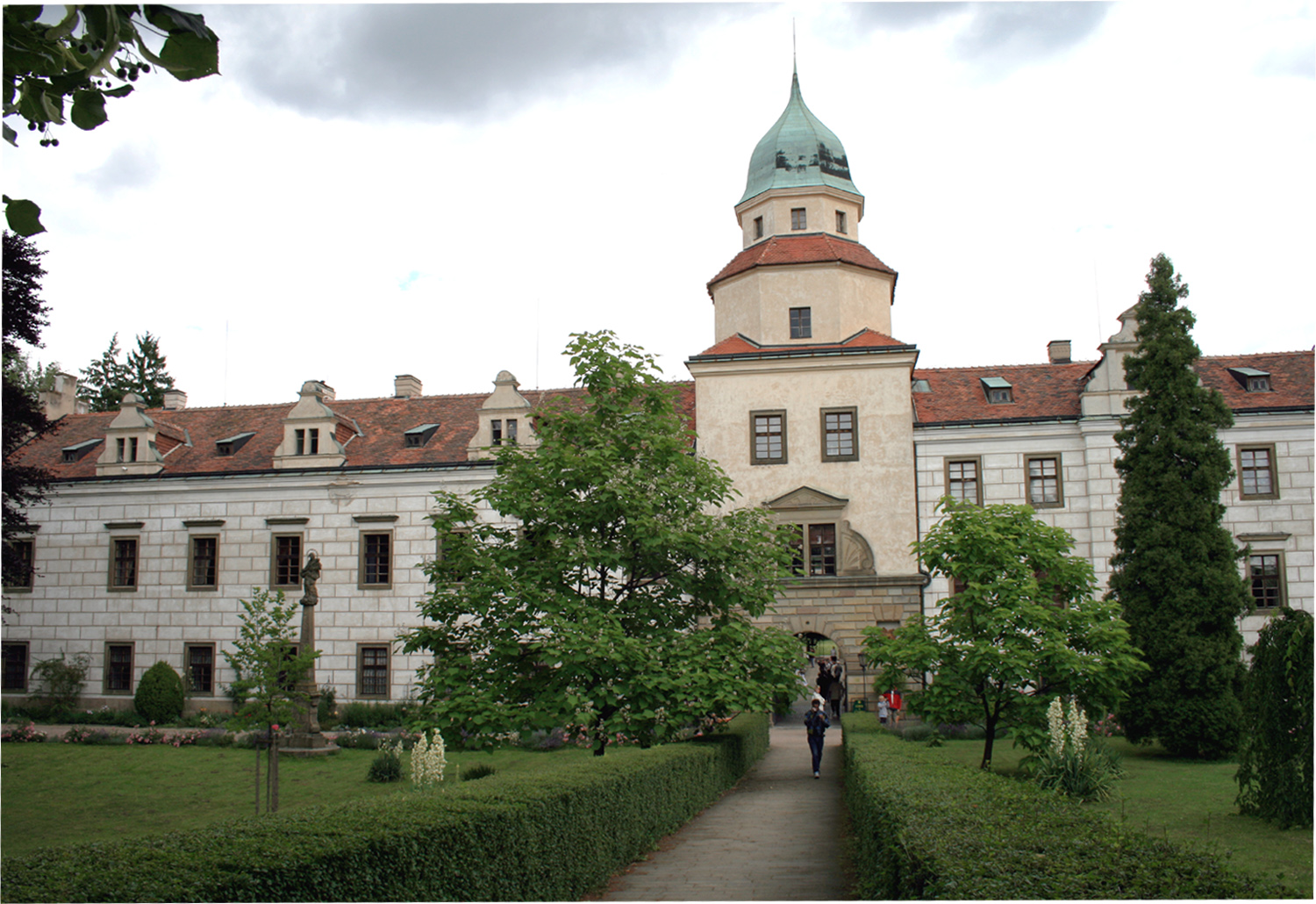
Zámek v Častolovicích

Prvním doložených držitelem vsi a kamenné vodní tvrze, chráněné koryty říček Bělé a Kněžny, byl od roku 1342 Půta I. z Častolovic (†1397), válečník a dvořan Jana Lucemburského, který údajně obec povýšil na městečko, v 50. letech 20. století se status městyse přestal používat. Po roce 1435 panství Častolovice s Minstrberskem, Kladskem a Potštejnskem přešly do vlastnictví Krušiny z Lichtemburka a roku 1454 je koupil Jiří z Poděbrad. Od konce 15. století zůstala tvrz pustá. Roku 1577 koupili panství od královské komory bratři Jan, Vilém a Jiří z Oppersdorfu, kteří za Bedřicha z Oppersdorfu v letech 1588–1616 dali na místě tvrze vystavět zámek. U řeky stál špitál s kaplí sv. Václava a Loretánskou kaplí, založené roku 1647 Ottou z Oppersdorfu. Vše bylo zbořeno roku 1985 kvůli úpravě hlavní silnice a stavbě dnešního mostu. V městečku Častolovice měli tradici ve vaření piva, které se prodávalo výhradně v panském domě a i tento pivovar pocházel pravděpodobně z vlády rodu Oppensdorfu. Od roku 1694 drželi Častolovice Šternberkové, do jejichž majetku se zámek vrátil po restituci z roku 1991.
K 10. říjnu 2006 byl obci vrácen status městyse.

## Obecní správa

### Znak
Oficiální popis znaku zní: Na modrém štítu je kosmo položený zlatý kapr, hlavou vzhůru a doprava, prostřelený napříč šikmo položeným stříbrným šípem.

### Správní území
Městys leží v Královéhradeckém kraji s 448 obcemi v okrese Rychnov nad Kněžnou s 80 obcemi. Má status obce s rozšířenou působností a obce s pověřeným obecním úřadem a je součástí správního obvodu Kostelec nad Orlicí. Skládá se s 1 katastrálního území a 1 části obce.

## Pamětihodnosti
- Kostel sv. Víta – pozdně barokní (1775)
- Zámek Častolovice – renesanční zámek s parkem je v majetku rodu Šternberků. Budova stojí na místě vodní tvrze ze 13. století.
- špitál s kaplí sv. Václava – raně barokní založený Ottou z Oppersdorfu, původní zařízení kostela částečně přeneseno do Zásmuk,[9] zbourán kvůli výstavbě silnice u mostu [10]
- pozdně gotická kaple Marie Magdalény[11]

## Osobnosti
- Bohuslav Balbín (1621–1688), literát, historik, kněz, zeměpisec a pedagog
- Josef Dobrovský (1753–1829), kněz, jezuita, filolog a historik
- František Palacký (1798–1876), historik, politik a spisovatel
- Antonín Hudeček (1872–1941), český malíř-krajinář
- Josef Matoušek (1906–1939), historik a vysokoškolský pedagog
- Diana Phipps Sternbergová (1936–2024[12]), majitelka zámku, členka rodu Šternberků